# Okinavski bor
Okinavski bor (Pinus luchuensis), znan i pod imenom Luchuanski bor,  vrsta je četinjača iz porodice Pinaceae, endemična i lokalno vrlo česta na otočju Ryū Kyū u Japanu.
Nekad joj je prijetio gubitak staništa u divljini, gdje se može naći u malim sastojinama u blizini vjetrovitih obala oceana. Nakon što su široko iskorištavani od Drugog svjetskog rata, preostale sastojine više nisu komercijalno održivo, osim kada se uzgajaju za prodaju borova za ukras.  

## Vanjske poveznice
|  | Zajednički poslužitelj ima stranicu o temi Okinavski bor    |
|  | Zajednički poslužitelj ima još gradiva o temi Okinavski bor |
|  | Wikivrste imaju podatke o taksonu Okinavski bor             |